# Ralph Vary Chamberlin

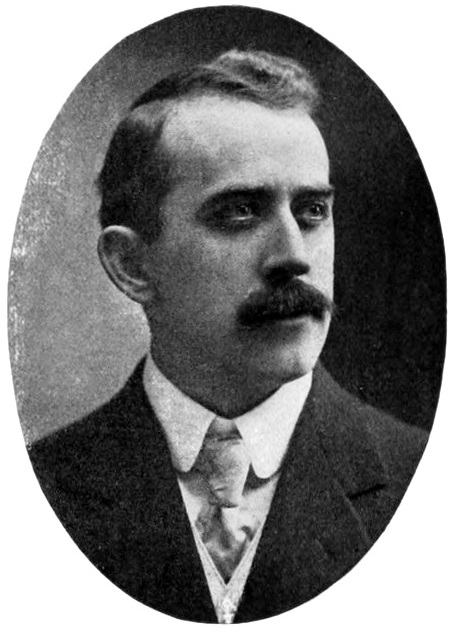
R.V. Chamberlin, circa 1911

Ralph Vary Chamberlin (Salt Lake City, 3 januari 1879 - Salt Lake City, 31 oktober 1967)  was een Amerikaans entomoloog. Hij was vanaf 1926 hoogleraar biologie aan de universiteit van Utah.
Zijn wetenschappelijk werk betrof vooral de spinnen en duizendpotigen. Hij was een zeer productief taxonoom, publiceerde een vierhonderdtal wetenschappelijke artikelen en beschreef meer dan 1.000 nieuwe soorten van spinnen; een groot deel daarvan in samenwerking met Wilton Ivie.
Hij schreef in zijn later leven een geschiedenis van de eerste honderd jaar van de universiteit van Utah (1850-1950), die verscheen in 1960.